# Альбов, Михаил Павлович
Михаил Павлович Альбов (1844 — не ранее 1910) — протоиерей русской православной церкви, заслуженный профессор богословия, канонист.

## Биография
Родился 17 (29) августа 1844 года в селе Богоявленье Солигаличского уезда Костромской губернии в семье священника.
Окончил Костромскую духовную семинарию и в 1869 году — Санкт-Петербургскую духовную академию. В 1870 году рукоположен во священника.
В 1872 году защитил магистерскую диссертацию «Апокрифические евангелия» (СПб.: тип. Деп. уделов, 1872. — 254 с.). Преподавал церковное право и психологию в Военно-юридической академии. С 1884 года преподавал в Павловском военном училище; с 1887 года — профессор богословия в Санкт-Петербургском Лесном институте.
В лекциях по основному богословию он рассматривал теории о происхождении религии, критически оценивая философские концепции XVIII—XIX столетий. Исследуя основные идеи христианства (понятие Бога, происхождение мира и человека, бессмертие души и т. д.), он старался дать им философское обоснование. Кроме магистерской диссертации были напечатаны: «Курс церковного права» (СПб., 1882); «Лекции по христианской апологетике» (СПб.: Лит. С. Ф. Яздовского и К°, [1892]. — 350, 8 с.); «Очерк христианской апологетики (Основного богословия)» (СПб.: Синод. тип., 1902. — [4], IV, 165 с.; 2-е изд. — СПб.: И. Л. Тузов, 1908. — 171 с.).
Краткая автобиография содержится в его письме Венгерову.
Умер не ранее 1910 года; в Православной энциклопедии указано, что он умер после 1915 года; в книге «Жизнь и труды академика Е. Е. Голубинского», в именном указателе указан год смерти —1911.